# Фогель, Кристиан Леберехт
Кристиан Леберехт Фогель (нем. Christian Leberecht Vogel; 4 апреля 1759, Дрезден, курфюршество Саксония — 11 апреля 1816, Дрезден, Королевство Саксония) — немецкий рисовальщик, живописец и теоретик искусства. Отец знаменитого художника Карла Кристиана Фогель фон Фогельштейна.

## Биография
Кристиан Фогель родился в семье придворного шорника. Талант художника проявился у него уже в детстве. В девятилетнем возрасте Фогель поступил в дрезденскую Академию искусств, в класс Иоганна Элеазара Цейссига, где вскоре благодаря своим выдающимся достижениям получил стипендию на обучение. К этому периоду относятся книжные иллюстрации, выполненные Фогелем с применением масонских символов (художник был принят подмастерьем в масонскую ложу). В 1780 году Фогель завершил образование в Академии и благодаря связям «братьев-масонов» получил место придворного художника и воспитателя в Вильденфельсе, при дворе Магнуса I, графа фон Зольмс-Вильденфельс.
Художник писал также портреты членов графской семьи и выполнял работы как архитектор, построив в Вильденфельсе охотничий домик в «масонском орнаментальном стиле». Здесь же, в 1785 году, Фогель женился на придворной камеристке Вильгельмине Людеке. В этом браке у него родился сын Карл Кристиан Фогель, получивший в 1831 году за личные заслуги дворянство как саксонский придворный художник и профессор академии с добавлением имени «Фогельштейн».
Наиболее успешен Фогель был в создании детских портретов. Кроме графов Зольмс-Вильденфельс, художник писал портреты по заказам других аристократических родов — фон Шёнбург, фон Айнзидель. В 1804 году он возвратился в Дрезден и начал преподавать в Академии искусств. В 1814 году Фогель стал профессором живописи.
В 1811—1814 годах в Дрездене для художника по проекту Кристиана Фридриха Шурихта был построен небольшой дом, так называемый Садовый дом Фогеля. Фогель скончался в Дрездене в 1816 году. Его могила находится на Троицком кладбище в Дрездене. Часть творческого наследия художника хранится в дрезденской картинной Галерее старых мастеров.

## Теоретические работы
- Представления о теории красоты применительно к видимым предметам вообще и к изобразительному искусству в частности (Ideen über die Schönheitslehre in Hinsicht auf sichtbare Gegenstände überhaupt und auf bildende Kunst insbesondere, Dresden 1812)
- Размышления о форме и местных условиях яркости и темноты окружающего вещества комет…  (Reflexionen über die Form und örtlichen Verhältnisse der Helligkeit und Dunkelheit der umgebenden Materie der Kometen …, Dresden 1812)
- Идеи по теории цвета (рукописный набросок)  (Ideen zur Farbenlehre // Hermann Vogel von Vogelstein. Die Farbenlehre des Christian Leberecht Vogel. Dissertation, Greifswald, 1998)

## Галерея

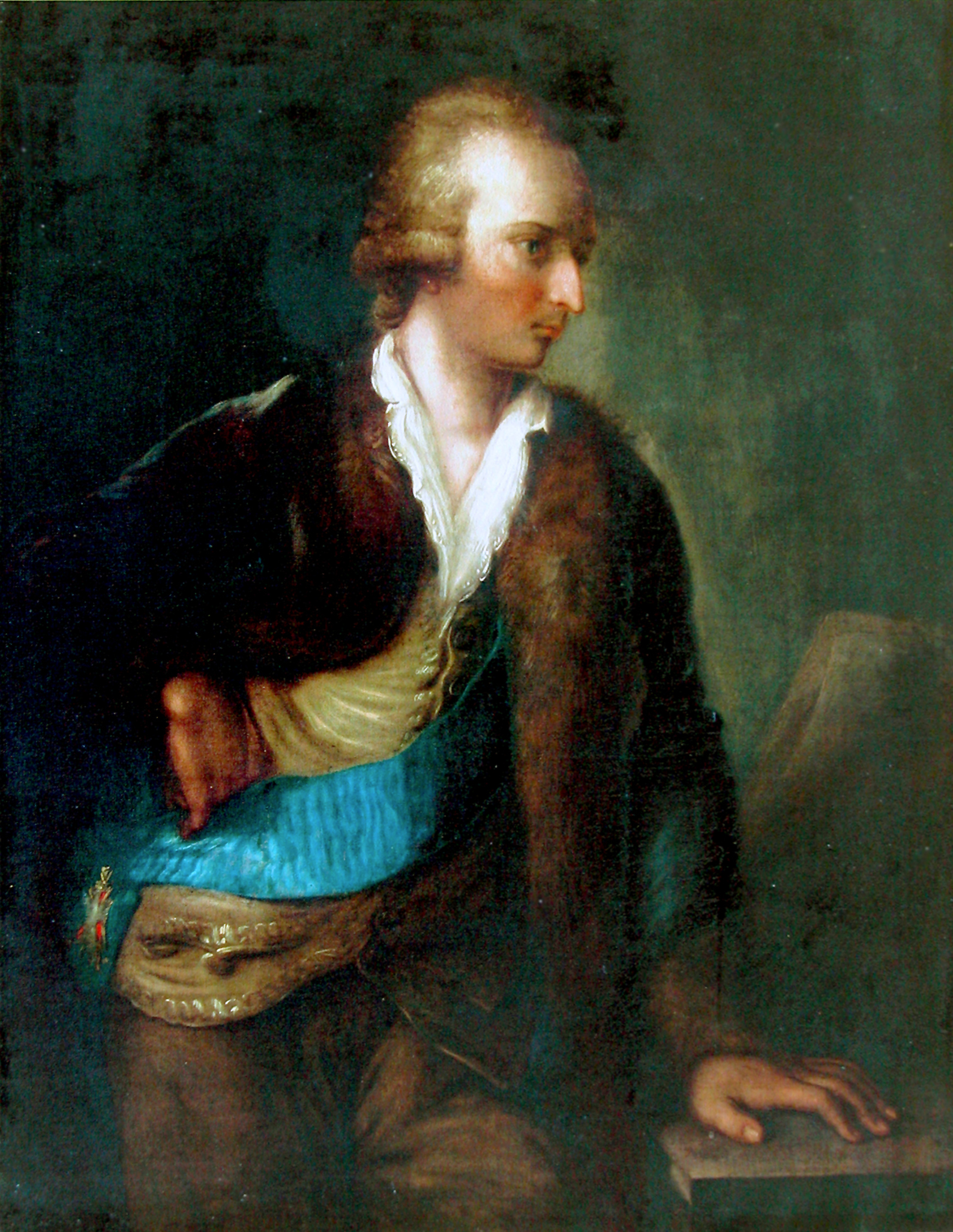
Фридрих Магнус I, граф фон Зольмс-Вильденфельс. Холст, масло. Замок Вильденфельс
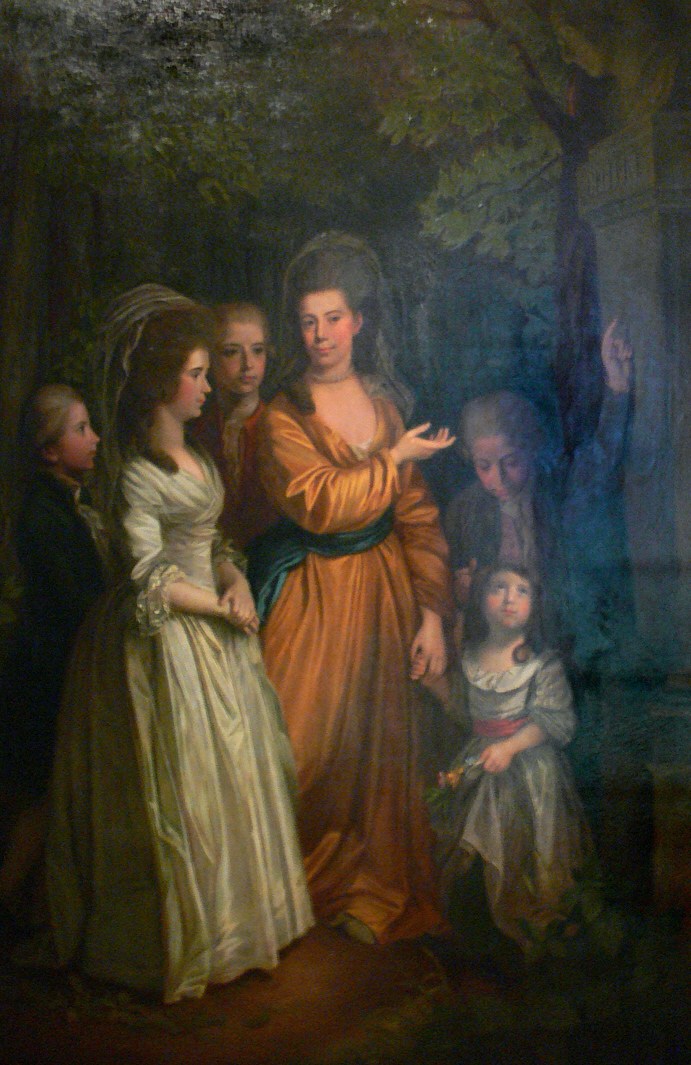
Портрет графини Сидонии Альбертины фон Айнзидель с пятью детьми в парке замка Волькенбург. Копия 1890 г. по оригиналу 1787 г. Холст, масло. Музей замка, Хемниц
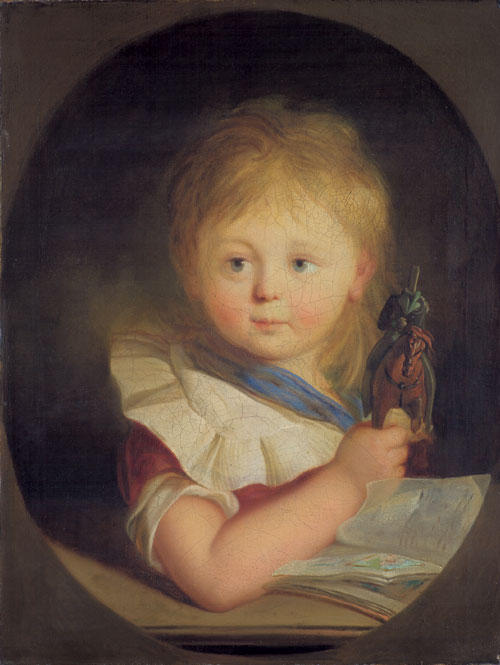
Портрет ребенка с книжкой с картинками. Ок. 1810. Холст, масло. Местонахождение неизвестно
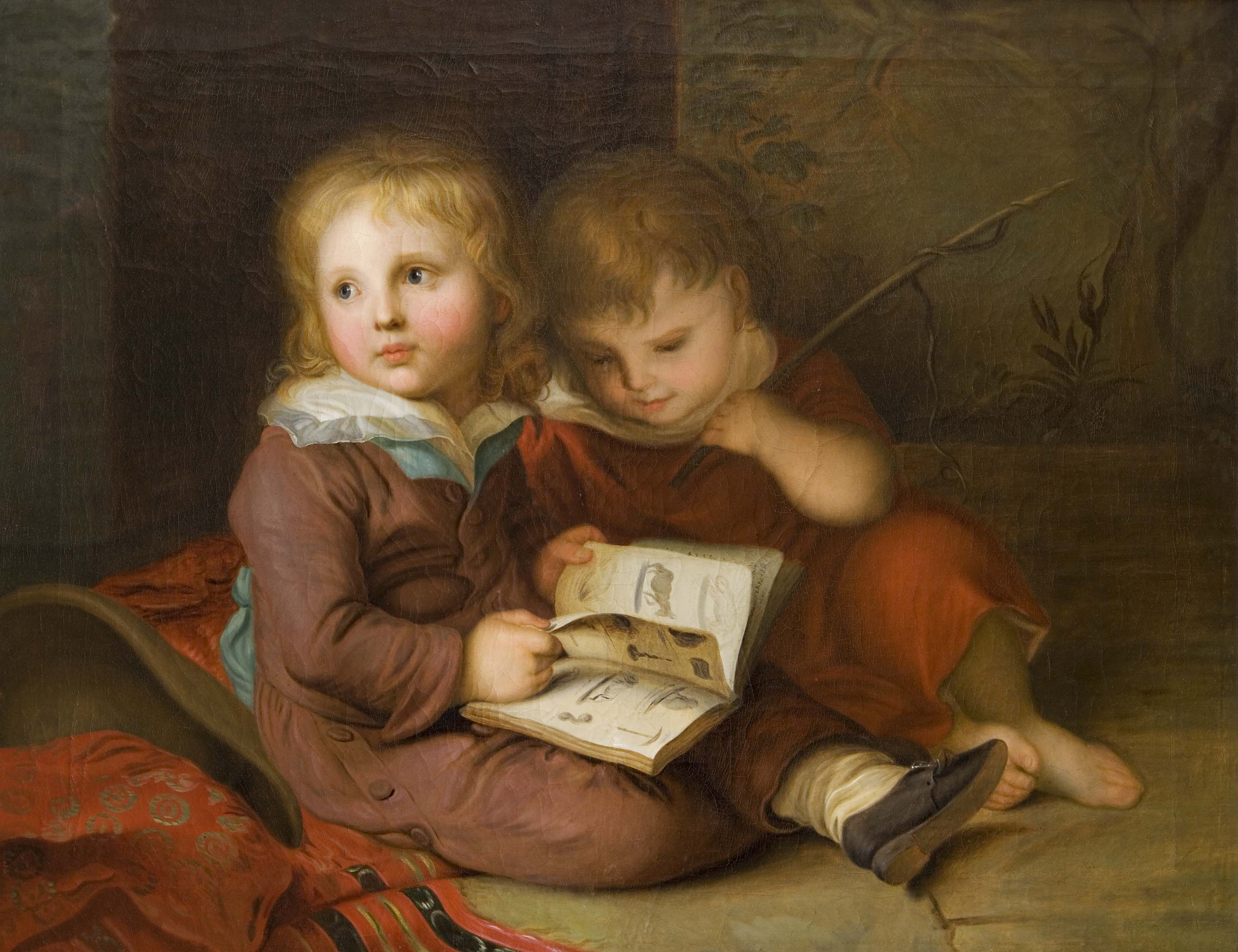
Портрет сыновей художника. 1790-е. Холст, масло. Частное собрание
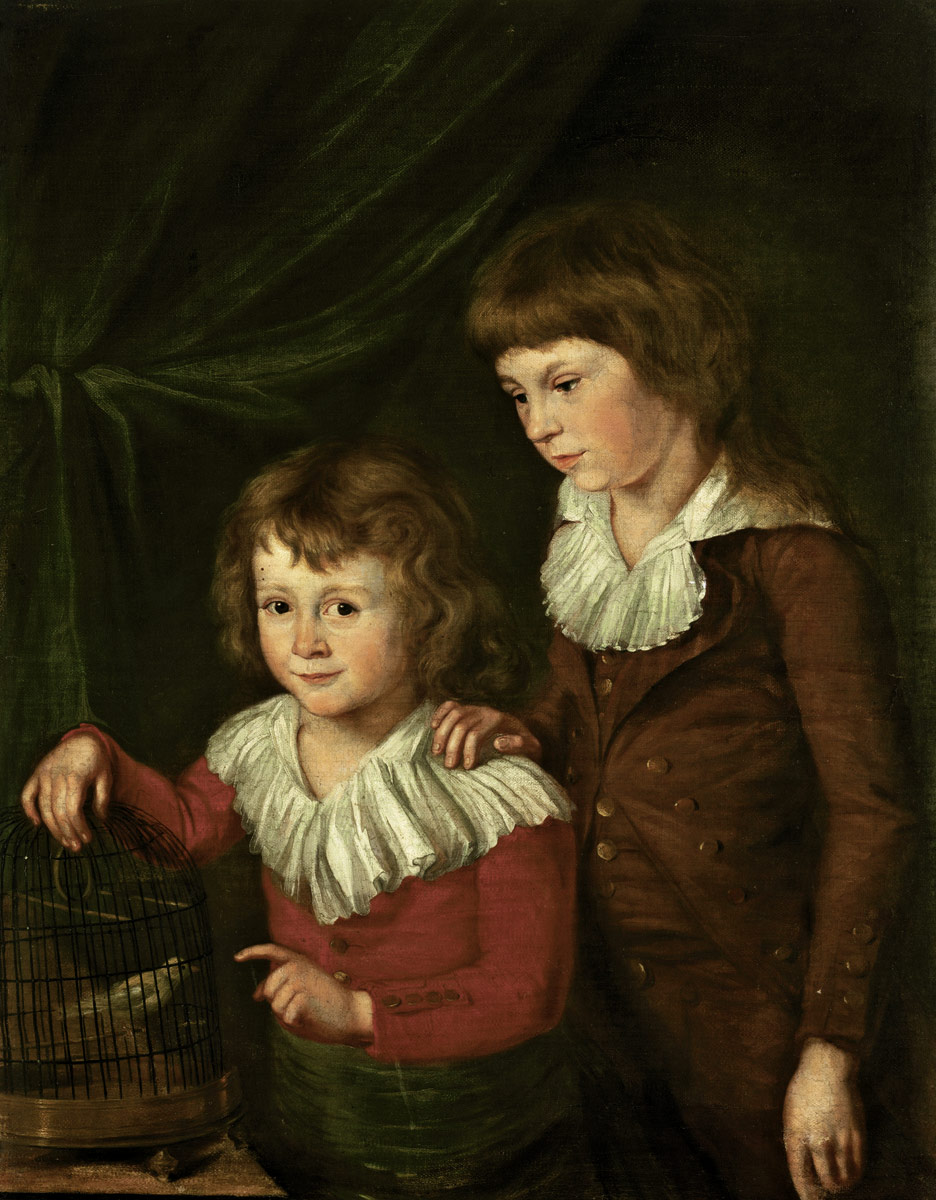
Два мальчика с птичьей клеткой. Работа неизвестного мастера «в стиле К. Л. Фогеля»